# Biaoshan (sockenhuvudort i Kina, Zhejiang Sheng, lat 28,40, long 120,65)
Biaoshan (kinesiska: 表山, 表山乡) är en sockenhuvudort i Kina. Den ligger i provinsen Zhejiang, i den östra delen av landet, omkring 210 kilometer söder om provinshuvudstaden Hangzhou. Antalet invånare är 1 920. Befolkningen består av 905 kvinnor och 1 015 män. Barn under 15 år utgör 14,0 %, vuxna 15-64 år 60 %, och äldre över 65 år 25,0 %.
Runt Biaoshan är det tätbefolkat, med 266 invånare per kvadratkilometer. Närmaste större samhälle är Lixi, 11,9 km öster om Biaoshan. I omgivningarna runt Biaoshan växer i huvudsak blandskog.
Genomsnittlig årsnederbörd är 2 185 millimeter. Den regnigaste månaden är juni, med i genomsnitt 368 mm nederbörd, och den torraste är januari, med 71 mm nederbörd.